# Rhonda Lee Quaresma
Rhonda Lee Quaresma (Kingston, Ontario; 11 de diciembre de 1968-Ib., 26 de noviembre de 2021) fue una culturista profesional canadiense.

## Primeros años y carrera
Rhonda Lee Quaresma nació en la región canadiense de Ontario. En una entrevista, afirma que el aumento de peso después de la pubertad y el estímulo de su familia, sobre todo de su padre, fue lo que impulsó su interés inicial por el fitness. Ha residido entre Toronto (Canadá) y Los Ángeles (California, donde participaba en eventos como culturista y asesoraba como entrenadora personal.
Quaresma debutó en el Open de Kingston en 1989, quedando primera en la división de peso ligero. Después de una serie de competiciones amateurs de éxito en el sistema de niveles canadiense, Quaresma En 1995, ganó el título de Miss Canadá en los Canadian Nationals Level-4, quedando primera en la división de peso medio del y fue ganadora absoluta; la victoria también aseguró a Quaresma como culturista profesional, obteniendo su tarjeta IFBB Pro después de ganar los Canadian Nationals a través de la Canadian Bodybuilding Federation (CBBF).
El debut de Quaresma en la Federación Internacional de Fisicoculturismo (IFBB) fue en el Jan Tana Classic de 1998, quedando en la decimotercera plaza (de un total de 28 mujeres), haciendo las rondas de comparación con la ganadora del evento. La última vez que compitió fue en 2016 en el IFBB Pro Ferrigno Legacy en la categoría de Women's Physique.
Volvió a los eventos de exhibición de físico y compitió por última vez en 2016 IFBB Pro Ferrigno Legacy en la categoría de Físico Femenino.
Rhonda Lee Quaresma también es entrenadora privada y técnica de nutrición certificada por PROPTA.

## Historial competitivo
- 1989 - Kingston Open Level-1 – 1º puesto
- 1990 - Ottawa Open Level-1 – 1º puesto
- 1992 - Ontario Eastern Regional Level-2 – 1º puesto
- 1993 - All Ontario Level-3 – 1º puesto
- 1995 - Canadian Nationals Level-4 – 1º puesto
- 1998 - Jan Tana Classic – 13º puesto
- 2003 - Night of Champions – 14º puesto
- 2012 - Toronto Pro Show – 13º puesto[6]
- 2013 - Titans Grand Prix (Pro Physique) – 17º puesto[7]
- 2016 - Ferrigno Legacy (Pro physique) – 16º puesto[8]

## Retiro
Rhonda Lee se retiró de la competición de culturismo en 2016 por motivos de salud, aquejada tras ser diagnosticada con cáncer de colon.

## Carrera fuera del deporte
Fuera del deporte, trabajó como modelo de fitness y modelo erótica, así como actriz pornográfica, estando activa desde 2003, cuando debutó a los 35 años, hasta 2018, habiendo rodado según el portal IAFD más de 20 escenas y películas. Su primera película fue Dirty Debutantes 285, en 2004, en la que grabaría también su primera escena de sexo anal. Otras películas suyas fueron Aziani's Iron Girls 2, Muscle Milfs, Muscle Milfs 2, Boss Bitches 21 o Pump'd.

## Fallecimiento
Rhonda Lee murió después de una batalla de tres años contra el cáncer de colon el 26 de noviembre de 2021, a los 52 años de edad. La noticia de su fallecimiento fue confirmada en su cuenta de Instagram por una antigua amiga.